# Procometis phloeodes
Procometis phloeodes là một loài bướm đêm thuộc họ Oecophoridae. Nó được tìm thấy ở New South Wales và Queensland.